# Soudoud
Soudoud este un oraș în Mauritania. În 2000 avea 16.392 de locuitori.